# Eccellenza Sicilia 2005-2006
Il campionato italiano di calcio di Eccellenza regionale 2005-2006 è stato il quindicesimo organizzato in Italia. Rappresenta il sesto livello del calcio italiano.
Questi sono i gironi organizzati dal comitato regionale della Sicilia.
L'Atletico Tremestieri ha acquisito il titolo dallo Sporting Mascalucia. Avevano diritto a partecipare al torneo anche Marsala 2000 e Milazzo, retrocesse dalla categoria superiore, ma non hanno provveduto agli adempimenti necessari all'iscrizione.

## Girone A

### Squadre partecipanti
| Club                        | Città                            | Stagione 2004-2005       |
| --------------------------- | -------------------------------- | ------------------------ |
| A.C.R.D. Acicatena          | Aci Catena (CT)                  | 5° in Eccellenza gir. B  |
| Pol. Aci Sant'Antonio       | Aci Sant'Antonio (CT)            | 13° in Eccellenza gir. B |
| A.S.D. Atletico Tremestieri | Tremestieri Etneo (CT)           | 9° in Eccellenza gir. B  |
| U.S. Camaro                 | Camaro (quartiere di Messina)    | 4° in Eccellenza gir. B  |
| A.S. Carini                 | Carini (PA)                      | 4° in Eccellenza gir. A  |
| S.S. Due Torri              | Gliaca, frazione di Piraino (ME) | 12° in Eccellenza gir. A |
| A.S.D. Folgore Selinunte    | Castelvetrano (TP)               | 15° in Serie D gir. I    |
| N.F.C. Orlandina            | Capo d'Orlando (ME)              | 11° in Eccellenza gir. A |
| A.C. Paternò 2004           | Paternò (CT)                     | 1° in Promozione gir. B  |
| U.S.D. Petrosino            | Petrosino (TP)                   | 1° in Promozione gir. D  |
| A.C. Pro Casteldaccia       | Casteldaccia (PA)                | 3° in Promozione gir. A  |
| Sant'Agata Calcio           | Sant'Agata di Militello (ME)     | 1° in Promozione gir. A  |
| U.S. Spadaforese            | Spadafora (ME)                   | 3° in Promozione gir. B  |
| A.S.D. Taormina             | Taormina (ME)                    | 5° in Promozione gir. B  |
| U.S.D. Trecastagni          | Trecastagni (CT)                 | 6° in Eccellenza gir. B  |
| Pol. Villafranca Tirrena    | Villafranca Tirrena (ME)         | 2° in Eccellenza gir. B  |

### Classifica
|  | Pos. | Squadra              | Pt | G  | V  | N  | P  | GF | GS | DR  |
|  | ---- | -------------------- | -- | -- | -- | -- | -- | -- | -- | --- |
|  | 1.   | Paternò              | 62 | 30 | 17 | 11 | 2  | 42 | 21 | +21 |
|  | 2.   | Trecastagni          | 54 | 30 | 16 | 6  | 8  | 51 | 27 | +24 |
|  | 3.   | Acicatena            | 51 | 30 | 14 | 9  | 7  | 51 | 32 | +19 |
|  | 4.   | Atletico Tremestieri | 49 | 30 | 15 | 4  | 11 | 36 | 30 | +6  |
|  | 5.   | Carini               | 48 | 30 | 13 | 9  | 8  | 58 | 45 | +13 |
|  | 6.   | Folgore Selinunte    | 46 | 30 | 13 | 7  | 10 | 31 | 26 | +5  |
|  | 7.   | Sant'Agata           | 44 | 30 | 11 | 11 | 8  | 32 | 27 | +5  |
|  | 8.   | Villafranca Tirrena  | 43 | 30 | 11 | 10 | 9  | 43 | 31 | +12 |
|  | 9.   | Due Torri            | 43 | 30 | 11 | 10 | 9  | 37 | 33 | +4  |
|  | 10.  | Orlandina            | 43 | 30 | 12 | 7  | 11 | 22 | 19 | +3  |
|  | 11.  | Petrosino            | 41 | 30 | 12 | 5  | 13 | 25 | 28 | -3  |
|  | 12.  | Camaro               | 36 | 30 | 10 | 6  | 14 | 46 | 47 | -1  |
|  | 13.  | Spadaforese          | 30 | 30 | 7  | 9  | 14 | 20 | 39 | -19 |
|  | 14.  | Aci Sant'Antonio     | 29 | 30 | 4  | 17 | 9  | 18 | 32 | -14 |
|  | 15.  | Taormina             | 18 | 30 | 3  | 9  | 18 | 30 | 66 | -36 |
|  | 16.  | Pro Casteldaccia     | 17 | 30 | 3  | 8  | 19 | 23 | 63 | -40 |

Legenda:

      Paternò promosso in Serie D 2006-2007.

      Acicatena promosso in Serie D 2006-2007 dopo play-off nazionali.

      Aci Sant'Antonio retrocesso in Promozione 2006-2007 dopo play-out.

      Taormina e Pro Casteldaccia retrocessi in Promozione 2006-2007.

#### Play-off
Semifinali
|             | Risultati |                 | Luogo e data                                        |  |
| ----------- | --------- | --------------- | --------------------------------------------------- |  |
| Trecastagni | 1 - 1     | Carini          | Stadio d'Alcontres (Barcellona P.G.), 7 maggio 2006 |  |
| Acicatena   | 2 - 1     | Atl.Tremestieri | Stadio Angelino Nobile (Lentini), 7 maggio 2006     |  |

Finale
|             | Risultati |           | Luogo e data                               |  |
| ----------- | --------- | --------- | ------------------------------------------ |  |
| Trecastagni | 0 - 2     | Acicatena | Stadio Enzo Vasi (Piraino), 14 maggio 2006 |  |

#### Play-out
|           | Risultati |               | Luogo e data                                 |  |
| --------- | --------- | ------------- | -------------------------------------------- |  |
| Petrosino | 1 - 1     | Aci S.Antonio | Stadio Bruccoleri (Favara), 14 maggio 2006   |  |
| Camaro    | 0 - 1     | Spadaforese   | Stadio Tupparello (Acireale), 14 maggio 2006 |  |

## Girone B

### Squadre partecipanti
| Club                      | Città                  | Stagione 2004-2005       |
| ------------------------- | ---------------------- | ------------------------ |
| Akragas Calcio            | Agrigento              | 7° in Eccellenza gir. A  |
| U.S.D. Empedoclina        | Porto Empedocle (AG)   | 8° in Eccellenza gir. A  |
| G.S.D. Enna Calcio        | Enna                   | 2° in Promozione gir. C  |
| A.S.D. Leonzio 1909       | Lentini (SR)           | 10° in Eccellenza gir. B |
| S.S.D. Licata 1931 S.R.L. | Licata (AG)            | 3° in Eccellenza gir. A  |
| Co.E.Mi Misterbianco      | Misterbianco (CT)      | 3° in Eccellenza gir. B  |
| F.C. Nissa                | Caltanissetta          | 2° in Eccellenza gir. A  |
| A.C. Palazzolo            | Palazzolo Acreide (SR) | 12° in Eccellenza gir. B |
| A.S.D. Pro Favara         | Favara (AG)            | 9° in Eccellenza gir. A  |
| F.C. Raffadali            | Raffadali (AG)         | 6° in Eccellenza gir. A  |
| A.S.D. Rosolini           | Rosolini (SR)          | 5° in Promozione gir. C  |
| Sancataldese Calcio       | San Cataldo (CL)       | 16° in Eccellenza gir. A |
| U.P. Scicli               | Scicli (RG)            | 8° in Eccellenza gir. B  |
| S.S. Scordia              | Scordia (CT)           | 11° in Eccellenza gir. B |
| A.S.D. Trinacria Gela     | Gela (CL)              | 7° in Eccellenza gir. B  |
| A.S.D. Virtus Catania     | Catania                | 1° in Promozione gir. C  |

### Classifica
|  | Pos. | Squadra        | Pt | G  | V  | N  | P  | GF | GS | DR  |
|  | ---- | -------------- | -- | -- | -- | -- | -- | -- | -- | --- |
|  | 1.   | Licata         | 70 | 30 | 21 | 7  | 2  | 79 | 26 | +53 |
|  | 2.   | Akragas        | 61 | 30 | 19 | 4  | 7  | 49 | 28 | +21 |
|  | 3.   | Nissa          | 60 | 30 | 18 | 6  | 6  | 55 | 27 | +28 |
|  | 4.   | Palazzolo      | 60 | 30 | 18 | 6  | 6  | 54 | 30 | +24 |
|  | 5.   | Enna           | 46 | 30 | 12 | 10 | 8  | 35 | 19 | +16 |
|  | 6.   | Leonzio        | 44 | 30 | 12 | 8  | 10 | 46 | 40 | +6  |
|  | 7.   | Sancataldese   | 43 | 30 | 13 | 4  | 13 | 38 | 44 | -6  |
|  | 8.   | Virtus Catania | 41 | 30 | 11 | 8  | 11 | 44 | 37 | +7  |
|  | 9.   | Raffadali      | 40 | 30 | 12 | 4  | 14 | 41 | 42 | -1  |
|  | 10.  | Pro Favara     | 38 | 30 | 11 | 5  | 14 | 39 | 48 | -9  |
|  | 11.  | Empedoclina    | 35 | 30 | 9  | 8  | 13 | 42 | 48 | -6  |
|  | 12.  | Trinacria Gela | 34 | 30 | 8  | 10 | 12 | 35 | 49 | -14 |
|  | 13.  | Scicli         | 32 | 30 | 5  | 9  | 16 | 33 | 51 | -18 |
|  | 14.  | Rosolini       | 27 | 30 | 8  | 3  | 19 | 33 | 57 | -24 |
|  | 15.  | Misterbianco   | 26 | 30 | 6  | 8  | 16 | 21 | 42 | -21 |
|  | 16.  | Scordia        | 12 | 30 | 2  | 6  | 22 | 21 | 77 | -56 |

Legenda:

      Licata promosso in Serie D 2006-2007.

      Akragas ammesso ai play-off nazionali.

      Scicli e Rosolini retrocessi in Promozione 2006-2007 dopo play-out.

      Misterbianco e Scorida retrocessi in Promozione 2006-2007.

#### Play-off
Semifinali
|         | Risultati |           | Luogo e data                                 |  |
| ------- | --------- | --------- | -------------------------------------------- |  |
| Akragas | 0 - 0     | Enna      | Stadio Vincenzo Presti (Gela), 7 maggio 2006 |  |
| Nissa   | 3 - 0     | Palazzolo | Stadio Enzo Vasi (Piraino), 7 maggio 2006    |  |

Finale
|         | Risultati |       | Luogo e data                                 |  |
| ------- | --------- | ----- | -------------------------------------------- |  |
| Akragas | 2 - 1     | Nissa | Stadio Provinciale (Trapani), 14 maggio 2006 |  |

#### Play-out
|                | Risultati |          | Luogo e data                                        |  |
| -------------- | --------- | -------- | --------------------------------------------------- |  |
| Empedoclina    | 3 - 0     | Rosolini | Stadio Agesilao Greco (Caltagirone), 14 maggio 2006 |  |
| Trinacria Gela | 3 - 1     | Scicli   | Stadio Angelino Nobile (Lentini), 14 maggio 2006    |  |